# Emil Kotrba
Emil Kotrba (22. února 1912 Znojmo – 21. února 1983 Praha) byl český akademický malíř a grafik, v 60.–70. letech světově proslulý malíř koní. Je pohřben na hřbitově v Praze-Dejvicích U Matěje.

## Život
Narodil se v rodině znojemského koželuha. V letech 1927–1931 vystudoval grafiku na Škole uměleckých řemesel v Brně (prof. Petr Dillinger). Zejména se zajímal o stavbu těla zvířat. Účastnil se jako mimořádný posluchač zootechniky a anatomie přednášek profesora Koldy z anatomie na Vysoké škole zvěrolékařské v Brně kde se seznámil s Karlem Pardubským a Antonínem Hrůzou.
Profesor Pardubský ho později finančně podporoval v dalším studiu v letech 1931–1937 na Akademii výtvarných umění v Praze u profesora Tavíka Františka Šimona.
V té době potkal Maxe Švabinského, který se stal Kotrbovým dlouholetým rádcem. Od třicátých letech až do roku 1942 působil jako profesor na Rotterově reklamní škole v Praze kde vyučoval figurální a všeobecné kreslení. V roce 1941 se oženil s Janou, rozenou Drvotovou, později měli syna Jana a dceru Danielu.
Byl aktivním jezdcem, trenérem a rozhodčím jezdeckých soutěží s kontakty na hřebčíny, zemědělská a chovatelská zařízení i závodiště jako např. v Kladrubech nad Labem, Slatiňanech, Pecínově, Písku, Albertovci, Napajedlích na Moravě, Brnířově u Domažlic, Novém Jičíně, Chuchli a Pardubicích, na Slovensku v Topoľčiankách a Šamoríně.
V sedmdesátých letech udržoval styky s Jaroslavem Dražanem, rektorem Vysoké školy zvěrolékařské v Brně, spolupracoval s Vysokou školou zemědělskou v Brně s profesorem Koudelou i s Českou zemědělskou univerzitou v Praze Janem Navrátilem či Lubomírem Kratochvílem.

## Dílo
Inspiroval se motivem koně a tím vytvořil světově ojedinělou kolekci dokumentující padesátileté období českého chovatelství. Jeho dílo obsahuje více než 900 grafických listů, často vícebarevných, množství olejů, kvašů, kreseb, leptů a dřevorytů. Jeho nejznámější grafikou je Hořící stáj. Patří k hlavním českým autorům ex libris kterých vytvořil kolem 750.
Třikrát se podílel na vzniku našich poštovních známek. V roce 1956 byla vydána poštovní známka v sérii Sport – Velká pardubická steeple-chase. V roce 1976 navrhl emisi známek k příležitosti celostátní výstavy Země živitelka.
Byl dlouholetým ilustrátorem časopisu Náš chov. Stal se autorem plakátů a pozvánek na akce které se týkaly jezdeckých dnů, výstav zvířat a koňských dostihů. Poprvé vystavoval v roce 1933 ve Znojmě, velmi často vystavoval v Praze. Zahraniční výstavy měl v Belgii, ve Španělsku, Vídni, v Lipsku, Cannes, v Padově, Vilniusu a mnoha dalších městech a zemích.

## Ocenění
- První cena udělena Spolkem českých umělců grafických Hollar v roce 1943 za cyklus litografií k Vergiliově Aeneidě
- Pešinova medaile udělená Vysokou školou veterinární v roce 1969
- Medaile MVDr. Josefa Taufera udělena Vysokou školou zemědělskou v Brně v roce 1978